# 張丘建
張丘建，北魏清河（今山東邢台市清河縣）人，中國著名之數學家。著有《張丘建算經》。自小聰明好學，酷愛算術。一生從事數學研究，造詣頗深。
「百雞問題」是南北朝時期，一個關於不定方程整數的典型問題，收錄於《張丘建算經》中，張丘建對此有精湛和獨到的見解。其著作《張丘建算經》的體例為問答式，條理精密，文詞古雅，是中國古代數學史上的傑作，也是世界數學資料庫中的一份重要遺產。後世學者如：北周甄鸞、唐李淳風皆相繼為該書作註釋。劉孝孫則為算經撰了細草。